# Home of the Brave (1949)
Home of the Brave é um filme estadunidense de 1949 do gênero "Drama de Guerra" dirigido por Mark Robson. O roteiro se baseou na peça teatral de Arthur Laurents, co-roteirista do filme juntamente com Carl Foreman. O produtor foi Stanley Kramer.

## Elenco Principal
- Douglas Dick...Major Robinson
- Jeff Corey...Doutor
- James Edwards...Soldado Peter Moss
- Lloyd Bridges...Finch
- Frank Lovejoy...Sargento Mingo
- Steve Brodie...Cabo T.J. Everett
- Cliff Clark...Coronel Baker

## Sinopse
Durante a Segunda Guerra Mundial, um psiquiatra do exército investiga o que aconteceu com o soldado agrimensor afroamericano Peter Moss que voltou de uma missão nas ilhas do Pacífico com amnésia recente e sem poder andar, embora não tenha sido ferido. Por intermédio de flashbacks fica-se sabendo sobre o grupo de homens que participaram da missão na ilha, da amizade de Moss com o seu colega de colégio e agora soldado Finch, do racismo explícito do cabo TJ e do racismo disfarçado do jovem major e líder da missão Robinson. Acompanhando os homens estava ainda o sargento Mingo, que acabou por se ferir seriamente.